# Zvědavec
Zvědavec je česko-kanadský publicistický webzine zabývající se převážně mezinárodní politikou a společensko-politickými otázkami. Zvědavce založil v září 1999 československý emigrant Vladimír Stwora, žijící střídavě v kanadské Mississauge a v Chýni u Prahy. Web byl kritizován coby dezinformační, antisystémový, prokremelsky propagandistický, publikující texty zpochybňující holocaust, za což byl jeho zakladatel také odsouzen. Během rusko-ukrajinského konfliktu v březnu 2022 byl českými operátory zablokován přístup k webzinu na doméně org. Zvědavec se poté přemístil s celým obsahem na doménu news.

## Tematické a názorové zaměření
Mimo vlastní texty autora Zvědavec zveřejňuje i překlady článků a geopolitických analýz z angličtiny, ruštiny a texty příležitostných přispěvatelů. Obsah Zvědavce obvykle kritizuje USA a Izrael (zejména co se týče vedení konfliktů na Blízkém Východě). Způsob kritiky bývá některými oponenty Zvědavce označován za antisemitský. Zvědavec se zabývá častou otázkou svobody slova, zastával se např. Ernsta Zündela a Davida Irvinga, trestně stíhaných za popírání holocaustu. Rovněž zveřejňuje různé konspirační teorie, zejména o snaze sledování lidí pomocí RFID čipů a kamer (tzv. čipová totalita).
Z pravicově-konzervativních pozic Zvědavec odsuzuje pozitivní diskriminaci, registrované partnerství či tzv. politickou korektnost. Web publikuje překlady článků a politických analýz z angličtiny, např. britského levicového novináře Roberta Fiska, izraelského mírového aktivisty Uri Avneryho, australského žurnalisty Johna Pilgera či amerického lingvisty židovského původu Noama Chomského. Několik článků je zaměřeno na revizi škodlivosti kouření.
Dalšími tématy jsou ekologie, práva zvířat a počítačová bezpečnost. Politický obsah doplňuje sekce Zábava; na stránce nazvané Erotika jsou přebírány ženské a mužské akty. Zvědavec se též zabývá i postavením českých a slovenských emigrantů, česko-kanadským kulturním životem ap.

## Čtenářská komunita a financování
Zvědavec je na českém webu poměrně známý a navštěvovaný (v roce 2015 zhruba 25–30 tisíc unikátních návštěv denně, měsíčně asi 650 tisíc), zejména mezi zastánci podobných názorů; také má vlastní subkulturu stálých čtenářů a diskutérů v komentářích ke článkům. Od roku 2003 Stwora a další editoři mažou komentáře, které označují za „trolling“ a „flaming“); některými svými odpůrci je však Stwora obviňován i z neobjektivní cenzury. Kromě toho má Zvědavec od května 2006 samostatné diskusní fórum.
Značná loajalita, již čtenáři k websitu cítí, mu umožňuje poskytovat placený obsah, což je v českém prostředí vzácné. Zvědavec nevyužívá reklamu a vybízí čtenáře k zasílání příspěvků. Od roku 2003 je plný text většiny článků starších 3 měsíců přístupný pouze předplatitelům. Na podzim 2005 Zvědavec zavedl přispívání placenými SMS, ale po neshodách se zprostředkovateli služby ho zrušil . Na jaře 2006 Stwora oznámil, že od června bude Zvědavce vydávat, pouze pokud čtenářské příspěvky dosáhnou alespoň 25 000 Kč měsíčně, výše vybrané částky byla průběžně uveřejňována nad hlavičkou Zvědavce v tzv. Sázce na Zvědavce. V prosinci 2006 se podařilo vybrat necelých devět tisíc korun namísto pětadvaceti tisíc. Vydávání Zvědavce zastaveno nebylo. Částka byla později zvýšena na 30 000 Kč. V lednu 2008 se ji nepodařilo vybrat a vydávání Zvědavce bylo na krátkou dobu zastaveno.
Počátkem srpna 2006 bylo pro vydávání Zvědavce registrováno občanské sdružení, dary pro něž jsou odečitatelné ze základu daně. V listopadu 2006 byl zprovozněn e-shop Zvědavce („Z-shop“), jehož výtěžek je rovněž určen na financování provozu.
V únoru 2010 Stwora zrušil Sázku na Zvědavce a přešel na nový druh financování. Vybrané články, za jejichž překlady musel sám platit, nebo které ho stály úsilí, jsou pro neplatící čtenáře uzavřeny po dobu přibližně jednoho měsíce. Po uplynutí tohoto období jsou články volně k dispozici všem. K uzavřeným článkům mají přístup buď registrováni čtenáři s předplatným nebo majitelé tzv. voucherů. Vouchery nevyžadují registraci a umožňují větší flexibilitu. Uzavřené články jsou Stworou oceněny určitou částkou, v průměru kolem 10 korun, a majitelé voucherů se mohou rozhodnout, zda si článek koupí nebo ne. Cena článku se v průběhu jeho uzavření automaticky snižuje, čím je článek starší, tím je levnější.
Od únoru 2012 jsou vouchery a předplatné zrušeny a web se bude opět spoléhat na dobrovolné příspěvky.

## Zakladatel
Zakladatelem, šéfredaktorem a vlastníkem webzinu Zvědavec je Vladimír Stwora. Emigroval a od roku 1986 žije v kanadském Torontu, kde také přijal své současné křestní jméno Walter.
Kromě Zvědavce publikuje i na několika dalších webech. Ve svých článcích se vyjadřuje především proti nadměrné státní kontrole (totalitě) zejména ze strany USA a proti sionismu. Jeho postoj k holocaustu bývá jeho kritiky označován za antisemitismus. V září 2011 byl pravomocně odsouzen k podmíněnému trestu odnětí svobody za to, že na Zvědavci v roce 2007 zveřejnil článek jiného autora zpochybňující existenci koncentračních táborů i plynových komor.
V srpnu 2007 na svém webu kritizoval encyklopedii Wikipedie za článek o jeho osobě, jehož tehdejší českou verzi vnímal jako pomlouvačnou.

## Kritika
Think-tank Evropské hodnoty Zvědavce zařadil v roce 2016 mezi dezinformační weby. Mediální analytik Josef Šlerka ve spolupráci s Nadačním fondem nezávislé žurnalistiky jej v roce 2018 označili za „antisystémový“ web. Server Neovlivní v roce 2015 označil Zvědavce za prokremelské médium publikující čistou a neskrývanou propagandu, konspirační teorie, kritiku Izraele, USA a Západu a zařazující nekomentované „Putinovské vidění světa“ mezi standardní zpravodajskými texty. Skupina Čeští elfové v pravidelné zprávě o české dezinformační scéně v březnu 2020 uvedla, že Zvědavec figuroval jako jeden z webů často se objevujících mezi zdroji dezinformačních řetězových e-mailů.
V červnu 2007 Zvědavec zveřejnil článek zpochybňující existenci nacistických plynových komor a počty obětí holocaustu. Na tento článek kriticky reagoval portál Eretz, který publikoval články Šimona Kleina, v nichž bylo navrženo trestní stíhání Stwory a vedení Občanského sdružení Zvědavec. Vladimír Stwora reagoval článkem, ve kterém kritiku Šimona Kleina odmítl.
V srpnu 2020 kritizoval Zvědavce web Manipulátoři.cz v souvilosti s textem „Požár v Bohumíně založili cikáni - média cudně mlčí“, který se týkal požáru panelového domu v Bohumíně.

## Soudní spor
Dne 12. července 2007 podal člen Ligy proti antisemitismu Petr Jakeš, zapojený do projektu Hatred Watch, na Stworu trestní oznámení pro podezření ze spáchání několika trestných činů (§ 165 odst. 1, § 260 odst. 1 a 2, § 261 a § 198a odst. 1 a 3 trestního zákona).
Policie Stworu vyslechla a případ odložila. Petr Jakeš proti odložení podal stížnost, státní zástupce nařídil obnovení vyšetřování. Policie provedla další šetření a znovu případ odložila. Petr Jakeš znovu podal stížnost. Policie požádala odborníka na extrémismus Zdeňka Zbořila o znalecký posudek, ten vyzněl pro Stworu příznivě, policie tedy případ opět odložila. Jakeš podal stížnost potřetí, policie si nechala vypracovat druhý odborný posudek JUDr. Jiřím Marešem a státní žalobce Stworu obvinil ze spáchání trestného činu podpory a propagace hnutí směřujících k potlačení práv a svobod člověka podle § 261a trestního zákona.
Dne 21. srpna 2009 Okresní soud Praha-západ vydal trestní příkaz, ve kterém Stworu odsoudil na 10 měsíců podmíněně s odkladem na dva roky. Proti tomuto rozhodnutí podal obviněný odpor, soudní přelíčení s Vladimírem Stworou proběhlo 10. prosince 2009. Přizvání soudní znalci se nedostavili, soudce Mgr. Pavel Vosmanský tedy vyslechl pouze obžalovaného Stworu a jeho právního zástupce JUDr. Jiřího Matznera. Po krátké poradě soudce Stworu osvobodil. Státní zástupce se odvolal. Krajský soud osvobozující rozsudek v plném rozsahu zrušil v neveřejném zasedání 22. července 2010 a věc vrátil první soudní instanci.
Dne 1. listopadu 2010 proběhlo další přelíčení u okresního soudu. Soud žalovaného osvobodil, státní zástupce se znovu odvolal, krajský soud rozsudek znovu zrušil. Dne 5. května 2011 byl Vladimír Stwora nepravomocně odsouzen Okresním soudem Praha–západ k podmíněnému trestu. Vzhledem k odvolání soudní proces dále pokračoval u krajského soudu, který dne 29. září 2011 potvrdil odsouzení Vladimíra Stwory k trestu odnětí svobody na šest měsíců s podmínkou dva roky. Dovolání odsouzeného Stwory pak Nejvyšší soud v roce 2012 jako zjevně neopodstatněné odmítl. Kauzu zakončila amnestie prezidenta ČR Václava Klause z ledna roku 2013.

## Zablokování v březnu 2022
Dne 1. března 2022 byl zvedavec.org jedním ze šesti webů označených jako dezinformační (vedle cz.sputniknews.com, Cz24.news, Nwoo.org, Slovanskenebe.com, Svobodnenoviny.eu), které na výzvu české vlády a Národního centra kybernetických operací  zablokovaly členské společnosti Asociace provozovatelů mobilních sítí v souvislosti s ruskou invazí na Ukrajinu.